# Tom (Ob)
Die Tom (russisch Томь, fem.; deutsch auch mask.) ist ein 827 km langer rechter Nebenfluss des Ob im südlichen Westsibirien in Russland.

## Flusslauf
Der Fluss entsteht im zwischen Westsajan, Altai und Kusnezker Alatau gelegenen Abakangebirge aus den nur wenige Kilometer langen Quellbächen Prawaja Tom („Rechte Tom“) und Lewaja Tom („Linke Tom“). Er fließt teilweise entlang des Westrandes des Kusnezker Alatau in überwiegend nordwestlicher Richtung über Meschduretschensk, Nowokusnezk, Kemerowo und Jurga durch das Kusnezker Becken, vorbei an den Großstädten Tomsk und Sewersk bis zur Mündung in den Ob. Die größten Nebenflüsse sind Mras-Su und Kondoma von links.

## Hydrologie
Der Fluss Tom, der in Mündungsnähe über einen Kilometer breit ist und vom Ursprung bis zur Mündung 835 m Höhenunterschied überwindet, weist ein Einzugsgebiet von etwa 62.000 km² auf. Die mittlere Wasserführung an der Mündung beträgt 1100 m³/s.